# Guus Jansen
Pour les articles homonymes, voir Jansen.
Guus Jansen né le 7 mars 2002, est un joueur néerlandais de hockey sur gazon. Il évolue au poste d'attaquant au HC Rotterdam et avec l'équipe nationale néerlandaise.

## Carrière
Il a été appelé en équipe nationale première en 2022.

## Palmarès
- : 1er à la Ligue professionnelle 2021-2022.